# Sveriges förbundskapten i fotboll
Förbundskapten i fotboll är den som leder ett fotbollslandslag, till exempel Sveriges fotbollslandslag.

## Herrar
Fram till 1962 hanterades landslaget av Uttagningskommittén (UK) vars ledare ofta fungerade som tränare och lagledare för landslaget. Under perioder anlitades även tränare externt.
Efter att Sverige misslyckades med att kvalificera sig till VM 1962 i Chile togs beslutet att låta en förbundskapten leda landslaget.  
Sveriges första förbundskapten blev Lennart Nyman som verkade som kapten mellan 1962 och 1965.
Den 6 april 2016 blev det klart, att Janne Andersson tog över rollen som Sveriges förbundskapten, detta efter en mycket lyckad säsong med IFK Norrköping i allsvenskan 2015.
| Namn               |      |      |
| ------------------ | ---- | ---- |
| Lennart Nyman      | 1962 | 1965 |
| Orvar Bergmark     | 1965 | 1970 |
| Georg Ericson      | 1970 | 1979 |
| Lars Arnesson      | 1980 | 1986 |
| Olle Nordin        | 1986 | 1990 |
| Nisse Andersson*   | 1990 | 1990 |
| Tommy Svensson     | 1991 | 1997 |
| Tommy Söderberg    | 1998 | 2004 |
| Lars Lagerbäck     | 2001 | 2009 |
| Erik Hamrén        | 2009 | 2016 |
| Janne Andersson    | 2016 | 2023 |
| Daniel Bäckström*  | 2024 | 2024 |
| Jon Dahl Tomasson* | 2024 | –    |

*Andersson, interimtränare i fyra matcher i väntan på att Tommy Svensson skulle bli tillgänglig.
*Bäckström, interimtränare i en landskamp mot Estland under januariturnén 2024.
*Dahl Tomasson, förbundskapten från den 1 mars 2024.

## Damer
De svenska damerna har haft följande förbundskaptener.
| Namn                   |                |                |
| ---------------------- | -------------- | -------------- |
| Christer Molander      | 1973           | 1973           |
| Hans Karlsson          | 1974           | 1976           |
| Tord Grip              | 1977           | 1978           |
| Ulf Bergquist          | 1979           | 1979           |
| Ulf Lyfors             | 1980           | 1987           |
| Gunilla Paijkull       | 1988           | 1991           |
| Bengt Simonsson        | 1992           | 1996           |
| Marika Domanski Lyfors | September 1996 | Juli 2005      |
| Thomas Dennerby        | Juli 2005      | September 2012 |
| Pia Sundhage           | September 2012 | Juli 2017      |
| Peter Gerhardsson      | Augusti 2017   |                |

### Fotnoter
1. ↑  Jon Dahl Tomasson, svenskfotboll.se.
2. ↑  ”Svenska Fotbollförbundet”. http://svenskfotboll.se/landslag/damer/forbundskapten/. Läst 11 september 2011.